# Rossana (Cuneo)
Rossana (piemontès Rossan-a) és un municipi italià, situat a la regió del Piemont. L'any 2007 tenia 949 habitants. Està situat a la Val Varacha, dins de les Valls Occitanes. Limita amb els municipis de Busca, Costigliole Saluzzo, Piasco, Valmala i Venasca.

## Administració
| Període | Identitat     | Partit        |
| ------- | ------------- | ------------- |
| 2004-   | Marco Carpani | Llista cívica |